# Distretto di Dolega
Il distretto di Dolega è un distretto di Panama nella provincia di Chiriquí con 25.102 abitanti al censimento 2010

## Geografia antropica

### Suddivisioni amministrative
Il distretto è suddiviso in sette comuni (corregimientos):
- Dolega
- Dos Ríos
- Los Anastacios
- Potrerillos
- Potrerillos Abajo
- Rovira
- Tinajas
- Los Algarrobos